# Елева, Константин Николаевич
Константи́н Никола́евич Еле́ва (17 мая 1897, Киев — 19 ноября 1950, там же) — украинский советский художник и график, художник театра, педагог. Работал в жанре агитплакатов и театрально-декорационного искусства.
В 1922 году окончил Украинскую академию художеств. В 1920-е года создавал агитационные плакаты. Принимал участие в «Окнах ТАСС». Ныне работы художника хранятся в ряде музеев Украины.

## Избранные работы
- «Праздник» (1917)
- «Улицы» (1917)
- «Автопортрет» (1917)
- «Портрет машинистки» (1927)
- «Забастовка сорвана» (1927)
- «Стройка сорвано» (1927)
- «Январское восстание в Киеве» (1927)
- «Машинистка» (1927)
- «Арест бедняка» (1934)
- «М. Щорс в разведке» (1937)
- «Смерть Н. Щорса» (1937)
- «Партизаны Украины» (1940)
- «Самарканд» (1941—1943)
- «Фашистский заслон» (1943)
- «Загорск» (1944)
- «Деятели искусств Украины» (1944-45)
- «Киев-Канев» (1945-50)
- «Возле Канева» (1947)
- «Тарасова гора» (1947)
- «По дороге к могиле Т. Шевченко» (1947)